# Acianthera heliconiscapa
Acianthera heliconiscapa é  uma espécie de orquídea (Orchidaceae) originária do estado de São Paulo, no Brasil, antigamente subordinada ao gênero Pleurothallis.

## Publicação e sinônimos
- Acianthera heliconiscapa (Hoehne) F.Barros, Bradea 8: 294 (2002).

Sinônimos homotípicos:
- Pleurothallis heliconiscapa Hoehne, Arch. Inst. Biol. Defesa Agric. 2: 15 (1929).
- Specklinia heliconiscapa (Hoehne) Luer, Monogr. Syst. Bot. Missouri Bot. Gard. 95: 261 (2004).